# Niklas Lindqvist
Carl Niklas Lindqvist (Stoccolma, 16 maggio 1964) è un ex sciatore alpino svedese.

## Biografia
Sciatore polivalente originario di Sundsvall, Lindqvist debuttò in campo internazionale in occasione dei Mondiali juniores di Auron 1982; in Coppa Europa nella stagione 1985-1986 fu 2º nella classifica generale e 3º in quelle di slalom gigante e di slalom speciale, mentre in Coppa del Mondo ottenne un unico piazzamento, il 14 febbraio 1987 a Markstein in slalom speciale (13º). Ai XV Giochi olimpici invernali di Calgary 1988, sua unica presenza olimpica e suo congedo agonistico, si classificò 40º nella discesa libera, 20º nel supergigante e non completò la combinata. Non ottenne piazzamenti ai Campionati mondiali.

## Palmarès

### Coppa del Mondo
- Miglior piazzamento in classifica generale: 91º nel 1987

### Coppa Europa
- Miglior piazzamento in classifica generale: 2º nel 1986

### Campionati svedesi
- 2 ori (supergigante, slalom gigante nel 1988)[1]